# Pfarr- und Wallfahrtskirche Maria Ellend

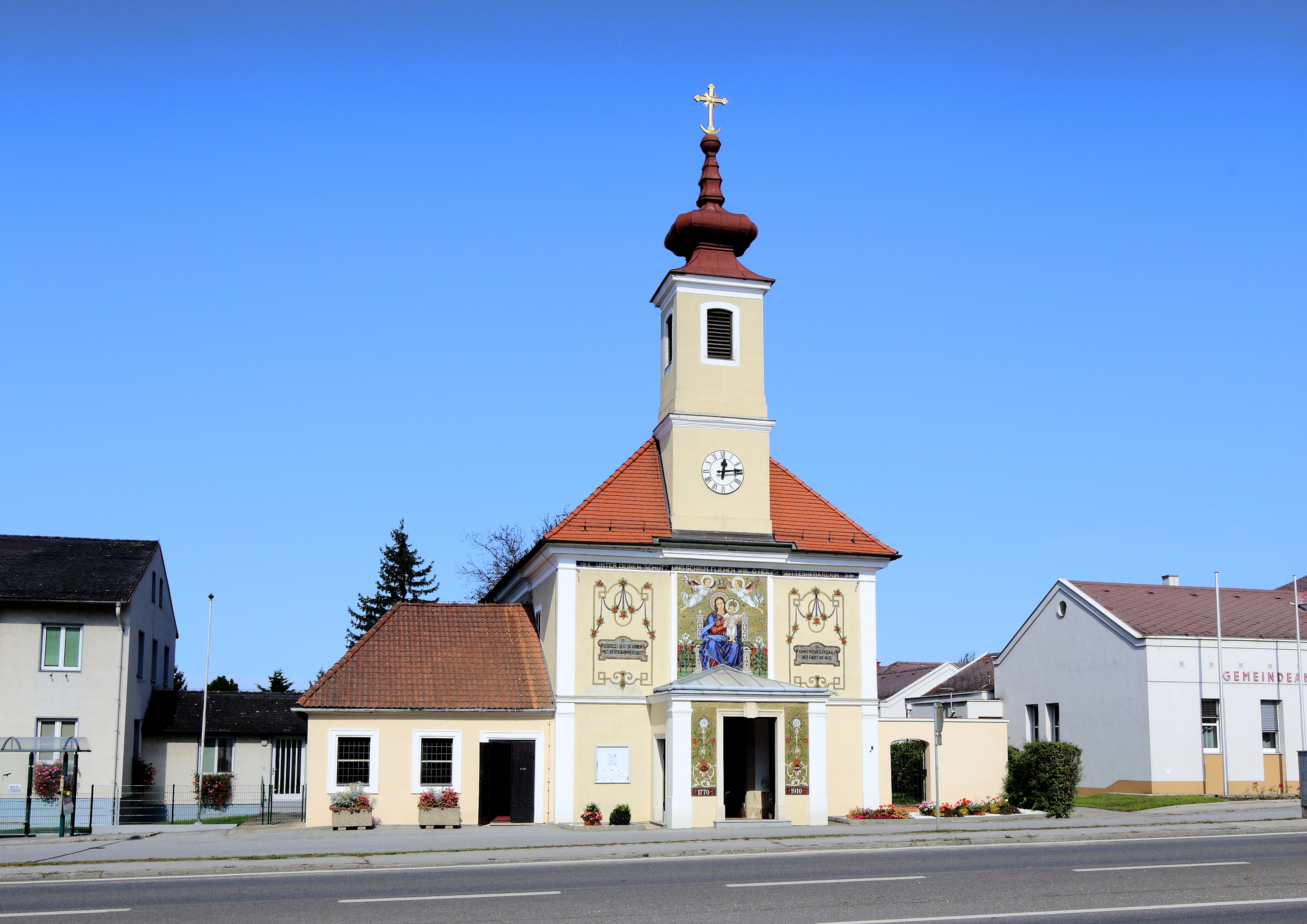
Katholische Pfarr- und Wallfahrtskirche Unsere Liebe Frau in Maria Ellend

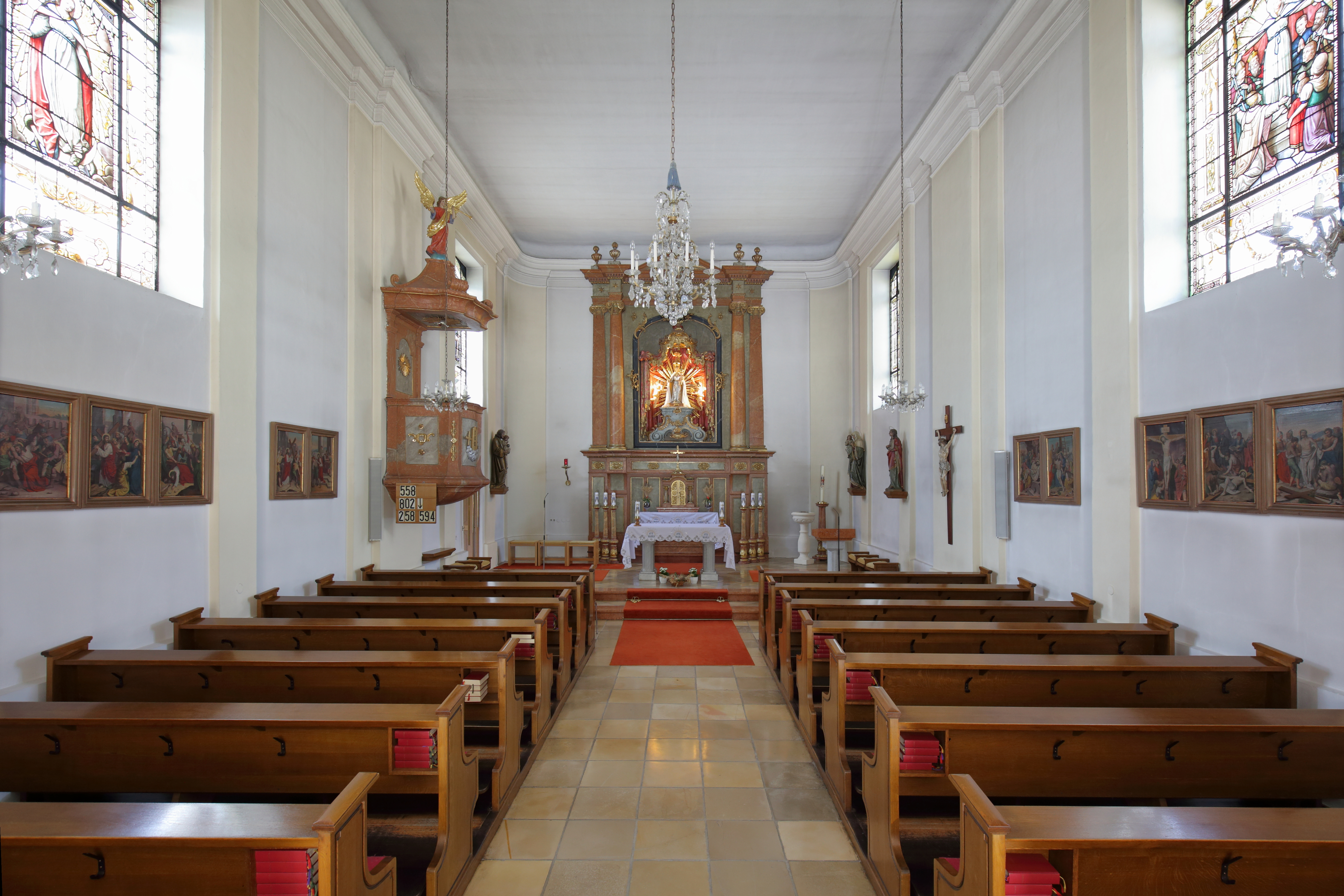
Innenansicht der Kirche

Die römisch-katholische Pfarr- und Wallfahrtskirche Maria Ellend steht an der Wiener Straße in Maria Ellend in der Gemeinde Haslau-Maria Ellend im Bezirk Bruck an der Leitha in Niederösterreich. Die dem Patrozinium Unsere Liebe Frau unterstellte Pfarrkirche gehört zum Dekanat Hainburg in der Erzdiözese Wien. Die Kirche steht unter Denkmalschutz (Listeneintrag). 

## Geschichte
Die erste Kirche um 1450 stand westlich der heutigen Kirche an der Donau an der Stelle eines angeblich angeschwemmten Gnadenbildes. Die 1544 genannte Kirche wurde 1529 im Türkenkrieg zerstört. Die zweite Kirche wurde 1584 an derselben Stelle für die neu angesiedelten Kroaten erbaut und war kurzzeitig dem hl. Markus geweiht und wurde 1659 zur Pfarrkirche erhoben, durch den Türkenkrieg 1683 verfiel die Kirche endgültig bis 1710. Die heutige Kirche wurde 1770 an der Reichsstraße neu erbaut. Der Fassadenturm und das Fassadenmosaik entstanden 1910 bei einem Umbau mit Renovierung. Von 1974 bis 1977 war eine Renovierung. 1989 wurde das Dach erneuert.
Seit 1929 wird die Pfarre und die Wallfahrt von der Missionskongregation der Heiligen Familie betreut.

## Architektur
Der Kirchenbau an der Bundesstraße ist im Westen vom Pfarrhof und Friedhof umgeben.
Das schlichte Kirchenäußere zeigt ein Walmdach, Ecklisenen und Rechteckfenster. Die Hauptfront zur Straße zeigt das Mosaik Thronende Maria mit Kind um 1910, das Mosaik ist von secessionistischen Ornamenten umrahmt. Der Turm trägt einen Zwiebelhelm, der vorgestellte Portalbau zeigt Mosaikdekor und secessionistische Beschläge am Holztor. Im Westen steht ein niedriger Anbau und daran der um 1960 erbaute zweigeschoßige Pfarrhof.

## Einrichtung
Der Hochaltar ist ein flaches Säulenretabel um 1770 mit der Gnadenstatue Maria mit Kind um 1600 unter einem barocken Baldachin. Die schlichte Holzkanzel entstand um 1770.